# Patrick Mölleken
Patrick Mölleken (Haan, 27 de septiembre de 1993) es un actor, productor de cine, productor de televisión, director y guionista alemán.

## Vida

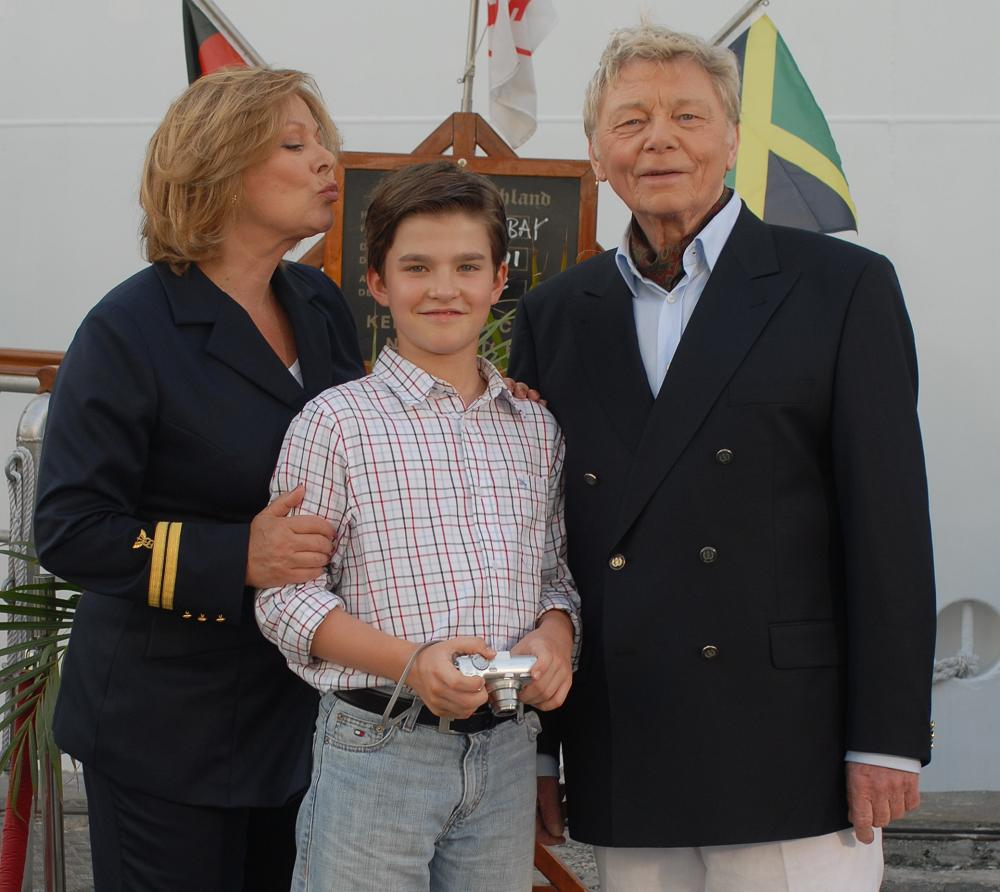
Los actores Heide Keller, Patrick Mölleken y Uwe Friedrichsen filmando el episodio del barco soñado "San Francisco" (2007)

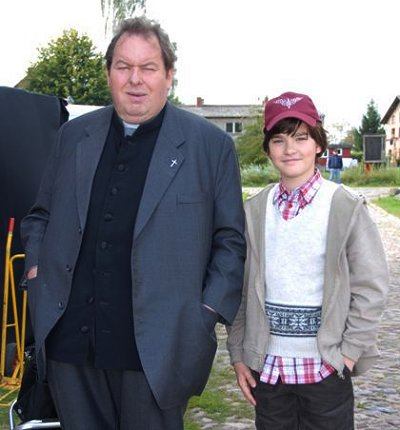
Patrick Mölleken con Ottfried Fischer filmando al Pastor Braun (2007)

## Filmografía

### actor
- 2004, 2016: Alarm für Cobra 11 – Die Autobahnpolizei (Fernsehserie, 2 Folgen)
- 2005: Carwash – Der Kadett (Serienpilot)
- 2005: Robin Pilcher: Jenseits des Ozeans (Fernsehreihe)
- 2007: Evelyn (Kurzfilm)
- 2007: Das Traumschiff – San Francisco (Fernsehreihe)
- 2007/2008: Alles was zählt
- 2008: Familie Sonnenfeld – Angst um Tiffy (Fernsehreihe)
- 2008: Maddin in Love (Fernsehserie, 2 Folgen)
- 2008: Pfarrer Braun – Heiliger Birnbaum (Fernsehreihe)
- 2008: Ihr könnt euch niemals sicher sein
- 2008: Marie Brand und die tödliche Gier (Fernsehreihe)
- 2008: Die Stählerne Zeit (Doku-Mehrteiler)
- 2009: Die Alpenklinik – Riskante Entscheidung (Fernsehreihe)
- 2010: Der Bergdoktor – Durch eisige Höhen (Fernsehserie, Staffel 3, Folge 1)
- 2010: Rennschwein Rudi Rüssel (Fernsehserie, 3 Folgen)
- 2010, 2018: In aller Freundschaft – (Fernsehserie, 2 Folgen)
- 2010, 2013: Alle Jahre wieder (Miniserie, durchgehende Rolle)
- 2010: Quirk of Fate – Eine Laune des Schicksals (Spielfilm)
- 2011: Mord in bester Familie
- 2011: Aktenzeichen XY … ungelöst: 10 Krallen (serie de televisión)
- 2011: Schmidt & Schmitt – Wir ermitteln in jedem Fall – Crash ins Koma (serie de televisión, Folge 5)
- 2011: Isenhart – Die Jagd nach dem Seelenfänger
- 2011: Grimmsberg (Mini-Serie, durchgehende HR)
- 2011: Tom’s Video (Kinofilm)
- 2011: Extinction – The G.M.O. Chronicles (Kinofilm)
- 2012: Die Rosenheim-Cops – Tod im Swimmingpool (Fernsehserie, Staffel 11, Folge 27)
- 2012: Zivilcourage (Kurzfilm)
- 2012: Judengasse (Kurzfilm)
- 2012: Heiter bis tödlich: Fuchs und Gans – Sternschnuppen (Fernsehserie, Folge 7)
- 2012: Rommel
- 2012: Knallerfrauen – Mitfahren macht Gelegenheit (Sketchserie)
- 2012, 2015: SOKO Stuttgart (Fernsehserie, 2 Folgen)
- 2013: SOKO Wismar – Unterm Hammer (Fernsehserie, Staffel 11, Folge 6)
- 2013: Kilian. (Kurzfilm)
- 2013: WIR (Kinofilm als Kompilation der Kurzfilme Judengasse, Kilian und Blackout)
- 2013: Zersplitterte Nacht: 9. November 1938, als die Nacht am kältesten war … (Dokudrama)
- 2013: Eine gute Geschichte (Kurzfilm)
- 2013: Sturm der Liebe (Telenovela, 5 Folgen)
- 2013–2014: Der Lehrer (Fernsehserie, 3 Folgen)
- 2014: 16 über Nacht!
- 2014: Allein unter Irren (Kurzfilm)
- 2014: Lebe lieber italienisch!
- 2014: Keep Your Head Up (Musikvideo)
- 2014: Danni Lowinski – Sie ist wieder da (Fernsehserie, Staffel 5, Folge 9)
- 2014: Totes Land (Kurzfilm)
- 2014: Rosamunde Pilcher – Vertrauen ist gut, verlieben ist besser
- 2014: Weihnachten für Einsteiger
- 2014: Heiter bis tödlich: Morden im Norden – Zivilcourage (Fernsehserie, Staffel 3, Folge 12)
- 2015: Heldt – Immer Ärger mit Harry (Fernsehserie, Staffel 3, Folge 4)
- 2015: Colonia Brigada Criminal – Partitur eines Todes (Fernsehserie, Staffel 11, Folge 20)
- 2015: In aller Freundschaft – Die jungen Ärzte – Lebensglück (Fernsehserie, Staffel 1, Folge 7)
- 2015: Gespensterjäger – Auf eisiger Spur (Kinofilm)
- 2015: Die Kuhflüsterin (Fernsehserie, 7 Folgen)
- 2016: Tatort: Hundstage (Fernsehreihe)
- 2016: König Laurin (Kinofilm)
- 2017: Das Traumschiff: Kuba
- 2017: Frühling – Schritt ins Licht (Fernsehreihe)
- 2017: Der Staatsanwalt – Liebe und Wut (Staffel 12, Folge 5)
- 2017: Frühling – Zu früh geträumt
- 2017: WaPo Bodensee – Genug ist genug (Fernsehserie, Staffel 1, Folge 6)
- 2017: Frühling – Nichts gegen Papa
- 2017: Eltern allein zu Haus – Die Schröders
- 2017: Der Alte – Geteiltes Leid (Fernsehserie, Folge 411)
- 2017: Ein Kind wird gesucht
- 2017: Mein rechter, rechter Platz ist frei … (Spielfilm)
- 2017: Das letzte Mahl
- 2018: Dahoam is Dahoam (Fernsehserie, Staffel 13, Folge 2044–2045)
- 2018: Notruf Hafenkante – Der doppelte Viktor (Fernsehserie, Staffel 12, Folge 16)
- 2018: Einstein – Expansion (Fernsehserie, Staffel 2, Folge 3)
- 2018: Frühling – Mehr als Freunde
- 2018: Lifelines (Fernsehserie, 2 Folgen)
- 2018: Rentnercops – Auf die Plätze (Fernsehserie, Staffel 3, Folge 3)
- 2018: SOKO München – Tod im Schweinestall (Fernsehserie, Staffel 44, Folge 1)
- 2018: Die Bergretter – Entführt (Fernsehreihe, Staffel 10, Folge 7)
- 2019: Nord bei Nordwest – Gold! (Fernsehreihe)
- 2019: Hubert ohne Staller – Eine smarte Dame (Fernsehserie, Staffel 8, Folge 12)
- 2019: Und tot bist Du! – Ein Schwarzwaldkrimi (zweiteiliger Fernsehfilm)
- 2019: Rosamunde Pilcher: Schwiegertöchter

### productor
- 2016: The Wall (cortometraje, con Adi Wojaczek)
- 2017: Luca (cortometraje)
- 2018: se pone mejor (cortometraje, con Adi Wojaczek)
- 2019: Malou (cortometraje)

## Audiografía

### Trabajo sincronizado
- 2006: Fragile
- 2007: Kleiner Dodo
- 2007: Dragon Tiger Gate
- 2007: Rubljowka – Straße zur Glückseligkeit
- 2007: Spurlos – Alles muss versteckt sein
- 2009: Bleach
- 2009: Nadavs kleines Stück Frieden in Jerusalem
- 2010: Time to Kill (Nicolas Cage)
- 2010: Kambakkht Ishq – Drum prüfe wer sich ewig bindet
- 2010: Summer Wars
- 2010: Themba – Das Spiel seines Lebens
- 2010: Die Rückkehr der Wollmäuse
- 2010: Bleach – Memories of Nobody
- 2010: Home for Christmas
- 2012: Inside the Darkness – Ruhe in Frieden
- 2012: Blue Exorcist
- 2013: Fest im Sattel – Eine Cowboy-Kirche in Kalifornien
- 2013: Pororo – The Racing Adventure
- 2014: I Declare War
- 2014: Starke Mädchen weinen nicht (Cool Kids Don’t Cry)
- 2014: Blue Exorcist: The Movie
- 2014: Samurai Flamenco
- 2014: Der Koch
- 2015: Emma, einfach magisch! (Staffel 2)
- 2015: Aku no Hana – Die Blumen des Bösen
- 2015: Der Spieler mit der Nummer 5
- 2015: Photo Kano
- 2016: Food Wars! Shokugeki no Soma

### Audiolibros y reproducciones de radio

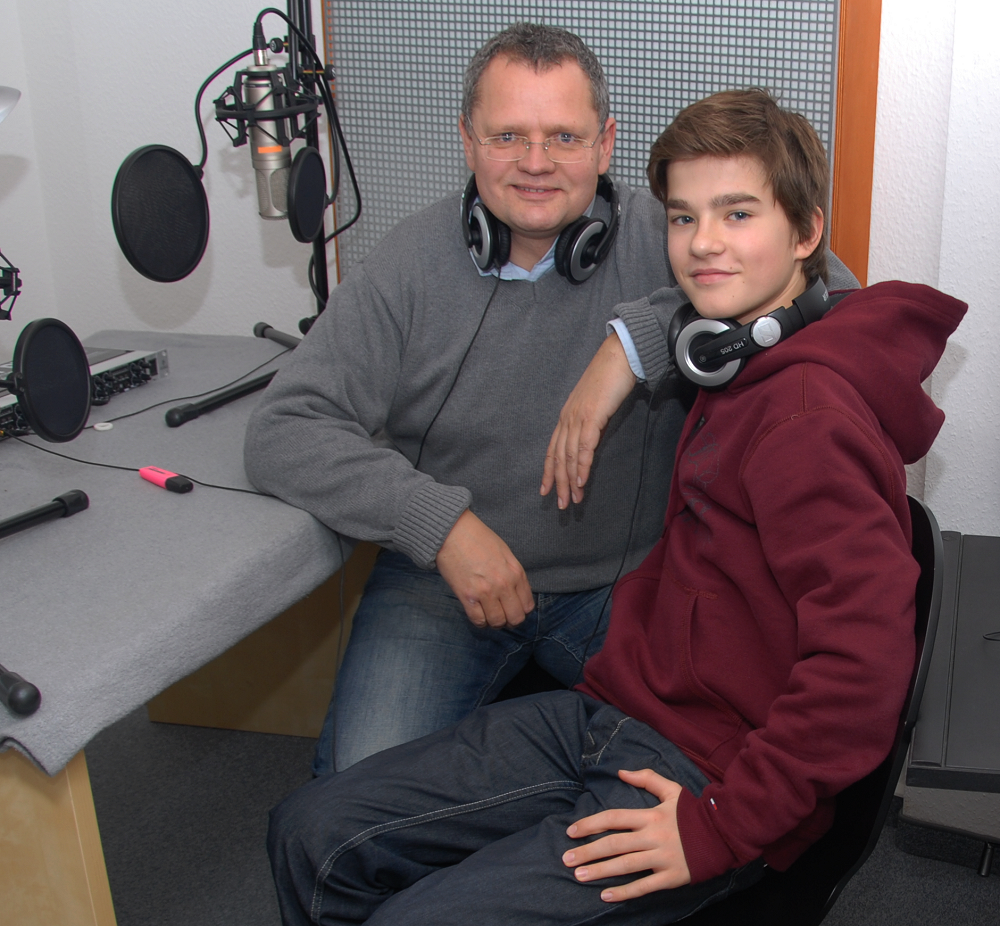
El presentador deportivo Ulli Potofski y las grabaciones de Patrick Mölleken para la obra de radio Knappenkids 2 - equipo en peligro 2008

- 2007: Angelika Bartram: Die Abenteuermaschine. (WDR).
- 2008: Silke Lambeck: Herr Röslein. Der Audio Verlag, Berlin 2008, ISBN 978-3-89813-715-7.
- 2008: Brudermord (WDR).
- 2008: Ulli Potofski u. a.: Locke greift an. Random House Audio, Köln 2008, ISBN 978-3-86604-813-3.
- 2008: Das Fazzoletti-Chaos. (WDR).
- 2008: Auf der Jagd nach dem Schwarzen Gold. (WDR).
- 2008: Joachim Hecker: Das Haus der kleinen Forscher. Der Audio Verlag, Berlin 2008, ISBN 978-3-89813-721-8.
- 2008: FC Schalke 04: Knappenkids 2 – Mannschaft in Gefahr.
- 2009: Silke Lambeck: Herr Röslein kommt zurück. Der Audio Verlag, Berlin 2009, ISBN 978-3-89813-862-8.
- 2009: Sally Nicholls: Wie man unsterblich wird – Jede Minute zählt. Igel Records, 2009, ISBN 978-3-89353-260-5.
- 2009: Ken Follett: Die Tore der Welt. Lübbe, Bergisch Gladbach 2009, ISBN 978-3-7857-3785-9.
- 2009: Georg Wieghaus: Die Nacht von San Juan. (WDR).
- 2009: Rudolf Herfurtner: Verschwunden im Werwolfwald. (WDR).
- 2009: Alemannia Aachen: Die Aleminis und die verschwundene Stadionuhr.
- 2010: Die große Fußball-Box: 8-9-10 – Der Fußballgeheimbund rettet die Nationalelf. Random House Audio, Köln 2010, ISBN 978-3-8371-0347-2.
- ab 2010: Team Undercover. Contendo Media, Krefeld.

Folge 5: Der geraubte Stern. (2010), Folge 6: Der unheimliche Clown. (2013), Folge 7: Doppeltes Spiel. (2013), Folge 8: Jagd in die Vergangenheit. (2013), Folge 9: Tödliche Bedrohung. (2013), Folge 10: Angst um Odysseus. (2013), Folge 11: Gefahr aus dem Weltall. (2014), Folge 12: Geisterspuk im Landschulheim. (2014), Folge 13: Im flammenden Inferno. (2014), Folge 14: Unter Haien. (2015), Folge 15: Im Fadenkreuz. (2015), Folge 16: Ein Team für alle Fälle. (2016), Folge 17: Die Spur des Bären. (2016), Folge 18: Der Schatz von Heaven’s Bridge. (2016).
- 2010: Isabel Allende: Das Geisterhaus. Der Hörverlag, München 2010, ISBN 978-3-86717-563-0.
- 2010: Nelson und Mandela – Das Länderspiel. (WDR).
- 2011: Karl Olsberg: Rafael 2.0. Lübbe Audio, Köln 2011, ISBN 978-3-7857-4482-6.
- 2011: Tom Angleberger: Yoda ich bin! Alles ich weiß! Lübbe Audio, Köln 2011, ISBN 978-3-8339-5232-6.
- 2011: Friedrich Ani: Wer tötet, handelt. (WDR).
- 2011: Tessa Gratton: Blood Magic – Weiß wie Mondlicht, rot wie Blut. Random House Audio, Köln 2011, ISBN 978-3-8371-0930-6.
- 2011: Sabine Zett: Hugos geniale Welt. Jumbo, Hamburg 2011, ISBN 978-3-8337-2847-1.
- 2011: Tom Angleberger: Darth Paper schlägt zurück. Lübbe Audio, Köln 2011, ISBN 978-3-7857-4553-3.
- 2012: Sabine Zett: Hugos Masterplan. Jumbo, Hamburg 2012, ISBN 978-3-8337-2867-9.
- 2012: Sabine Zett: Hugo hebt ab! Jumbo, Hamburg 2012, ISBN 978-3-8337-2866-2.
- 2012: Anne Lepper: Hund wohin gehen wir. (WDR)
- 2012: Julianna Baggott: Memento – Die Überlebenden. Lübbe Audio, Köln, 2012, ISBN 978-3-7857-4628-8.
- 2012: Bram Stoker: Dracula. Jumbo, Hamburg 2012, ISBN 978-3-8337-2899-0.
- 2012: Sabine Zett: Very important Hugo. Jumbo, Hamburg 2012, ISBN 978-3-8337-2969-0.
- 2012: Thorsten Nesch: School Shooter. (WDR).
- 2012: Rommel. Universum Film, München 2012.
- 2012: Sigurd, der ritterliche Held. Folge 2: Im Tal der Nebel. Romantruhe, 2012.
- 2012: Tom Angleberger: Star Wars Wookiee – Zwischen Himmel und Hölle: Chewbacca. Lübbe Audio, Köln 2012, ISBN 978-3-7857-4694-3.
- 2012: Dark Mysteries. Folge 5: Narbenherz. WinterZeit, Remscheid 2012, ISBN 978-3-943732-09-2.
- 2013: The Return of Captain Future. Folge 5: Mond der Unvergessenen. Highscore Music, München 2013, ISBN 978-3-943166-18-7.
- 2013: Mord in Serie. Folge 7: Das Netzwerk. Contendo Media, Krefeld 2013.
- 2013: Heiko Wolz: Allein unter Superhelden. Der Audio Verlag, Berlin 2013, ISBN 978-3-86231-243-6.
- 2013: Ulli Potofski: Lockes Matchplan – Fußballprofi. BVK, Kempen 2013.
- 2013: Sabine Zett: Hugo chillt. Jumbo, Hamburg 2013, ISBN 978-3-8337-3080-1.
- 2013: Die schöne Magelone. Romanzen op. 33. Kohfeldt, Edewecht 2013, ISBN 978-3-86352-031-1.
- 2013: Heroin. (WDR).
- 2013: Heiko Wolz: Die Rache der Superhelden. Der Audio Verlag, Berlin 2013, ISBN 978-3-86231-291-7.
- 2013: Mord in Serie. Folge 10: Atemlos. Contendo Media, Krefeld 2013.
- 2013: Sabine Zett: Cool bleiben, Hugo! Jumbo, Hamburg 2013, ISBN 978-3-8337-3157-0.
- 2014: Robert Muchamore: Top Secret – Die Rivalen: Die neue Generation 3. Der Hörverlag, München 2014, ISBN 978-3-8445-1441-4.
- 2014: Dagmar H. Mueller: Die Chaosschwestern voll im Einsatz! Band 4. Der Hörverlag, München 2014, ISBN 978-3-8445-1365-3.
- 2014: Klaus Barbie – Begegnung mit dem Bösen. (WDR).
- 2014: Pierdomenico Baccalario: Der Zauberladen von Applecross: Das geheime Erbe. Band 1. Random House Audio, München 2014, ISBN 978-3-8371-2843-7.
- 2014: Michela Murgia: Accabadora. (WDR).
- 2014: Robert Muchamore: Rock War – Unter Strom. Band 1. Der Hörverlag, München 2014, ISBN 978-3-8445-1582-4.
- 2014: Pollution Police. Folge 3: Der rote Panda. Pollution Police Media, Goch 2014.
- 2015: Joseph Delaney: Seventh Son – Der Schüler des Geisterjägers. cbj audio, München 2015, ISBN 978-3-8371-3055-3.
- 2015: Robert Wilson: Stirb für mich. (WDR)
- 2015: Potz Blitz – Die Zauberakademie. Folge 1: Ein zauberhafter Anfang. Contendo Media, Krefeld 2015.
- 2015: Hans Pleschinski: Königsallee. Der Audio Verlag, Berlin 2015, ISBN 978-3-86231-527-7.
- 2015: Cornelia Funke: Tintentod. Oetinger Media, Hamburg 2015, ISBN 978-3-8373-0867-9.
- 2015: Jennifer Niven: All die verdammt perfekten Tage. Random House Audio, München 2015, ISBN 978-3-8371-3144-4.
- 2016: Die Sneakers und das Torgeheimnis. Band 1. Random House Audio, München 2016, ISBN 978-3-8371-3505-3.
- 2016: Die Sneakers und der Supersprinter. Band 2. Random House Audio, München 2016, ISBN 978-3-8371-3507-7.
- 2016: Joe Hill, Gabriel Rodríguez: Locke & Key. Die komplette Serie. Audible Studios, Berlin 2016.
- 2016: John Boyne: Die unglaublichen Abenteuer des Barnaby Brocket. (WDR).
- 2016: Pollution Police. Folge 14: Die Zirkus-Falle. Pollution Police Media, Goch 2016.
- 2016: Joseph Conrad: Der Geheimagent. (WDR).
- 2016: Mord in Serie. Folge 24: Labyrinth. Contendo Media, Krefeld 2016.
- 2016: Lars Niedereichholz: Mofaheld. Audible Studios, Berlin 2016.
- 2016: Bochum-Detektive: Fall 1 – Schwarzes Gold. Pit & Land, Lüdinghausen 2016.
- 2016: Veit König: Surehand. Nach Motiven von Karl May. (WDR).
- 2017: Miss Melody – Verrückt vor Glück. Spotting Image, Köln 2016.
- 2017: Davide Morosinotto: Die Mississippi-Bande. Wie wir mit drei Dollar reich wurden. Random House Audio, München 2017, ISBN 978-3-8371-3824-5.
- 2017: Eugen Egner: Aldartenrahl. (WDR).
- 2017: Stuart Kummer: Pornflakes. (WDR).
- 2017: Insel-Krimi. Folge 02: Borkum sehen und sterben. Contendo Media, Krefeld 2017, ISBN 978-3-945757-52-9.
- 2017: Hannah Siebern: Barfuß auf Wolken. Audible Studios, Berlin 2017.
- 2017: Barfuß am Klavier – Die Story von AnnenMayKantereit. (WDR).
- 2017: Dorian Hunter: Folge 35.2 Niemandsland – Ausgeliefert. Zaubermond-Audio, Hamburg 2017.
- 2017: John Sinclair: Sonderedition 07 Brandmal. Lübbe Audio, Köln 2017, ISBN 978-3-7857-5500-6.
- 2017: John Sinclair: Sonderedition 10 Das andere Ufer der Nacht. Lübbe Audio, Köln 2017, ISBN 978-3-7857-4877-0.
- 2017: William Faulkner: Licht im August. (SWR).
- 2017: John Sinclair Classics: Folge 32: Das Todeskabinett. Lübbe Audio, Köln 2017, ISBN 978-3-7857-5424-5.
- 2018: Die drei ???: Folge 191: Verbrechen im Nichts. Europa (Sony Music), München 2018.
- 2018: John Sinclair Classics: Folge 33: Irrfahrt ins Jenseits. Lübbe Audio, Köln 2018, ISBN 978-3-7857-5608-9.
- 2018: Luther Blissett: Q. (WDR).
- 2018: Caiman Club. Folge 1: Vel predator. Vel praedam. (WDR).
- 2018: David Zane Mairowitz: Marlov und der Moskauer Bombenzirkus. (WDR).
- 2019: Robert Woelfl: Überfluss Wüste. (WDR).
- 2019: Friedrich Schiller: Maria Stuart. Sony Music, München 2019.
- 2019: William Shakespeare: Hamlet. Sony Music, München 2019.
- 2019: William Shakespeare: Romeo und Julia. Sony Music, München 2019.
- 2019: Emily R. King: Das Feuer erwacht – Die letzte Königin. Teil 2. LYX Audio, Köln 2019, ISBN 978-3-96635-039-6.
- 2019: Kim Nina Ocker: Everything I didn't say. LYX Audio, Köln 2019, ISBN 978-3-96635-015-0.
- 2019: Carola M. Lowitz, Susanna Mewe: Jordsand. Audible Studios, Berlin 2019.
- 2020: Arthur Machen: Gruselkabinett: Folge 158: Das innerste Licht. Titania Medien (Sony Music), 2020
- 2020: Midnight Tales – Angst um Mitternacht: Folge 08: Mehr Sein als Schein. Contendo Media, Krefeld 2020, ISBN 978-3-96762-100-6.

### Videojuegos
- 2011: Harry Potter und die Heiligtümer des Todes: Teil 2 als Seamus Finnigan.
- 2012: Dark Parables 3: Der Schmerz der Schneekönigin.
- 2013: Fabled Legends: Die Rückkehr des Rattenfängers.
- 2013: The Keepers: Das Geheimnis des Wächterordens.
- 2013: Edgar Allan Poe: Dark Tales: Der Goldene Käfer.
- 2014: Aion 4.5 – Steel Cavalry
- 2014: Invizimals: Der Widerstand
- 2014: Call of Duty: Advanced Warfare
- 2015: Call of Duty: Advanced Warfare – Havoc DLC
- 2015: Battlefield Hardline
- 2015: Call of Duty: Advanced Warfare – Ascendance DLC
- 2015: Call of Duty: Advanced Warfare – Supremacy DLC
- 2015: Call of Duty: Advanced Warfare – Reckoning DLC
- 2015: Until Dawn
- 2015: Star Wars Battlefront
- 2015: Tom Clancy’s Rainbow Six Siege
- 2016: ReCore
- 2016: Aion 5.1 – Der Weise des Turms
- 2016: Battlefield 1
- 2016: Titanfall 2
- 2016: Call of Duty: Infinite Warfare
- 2016: Watch Dogs 2
- 2017: Horizon Zero Dawn
- 2017: Tom Clancy’s Ghost Recon Wildlands
- 2017: Aion 5.3 – Dragon Lord's Resurrection
- 2017: Battlefield 1 – They Shall Not Pass DLC
- 2017: Aion 5.4
- 2017: Master X Master
- 2017: Battlefield 1 – In The Name Of The Tsar DLC
- 2017: Star Wars: Battlefront II
- 2017: Ostwind – Das Spiel
- 2017: SpellForce 3
- 2018: Detroit: Become Human
- 2018: Marvel’s Spider-Man
- 2018: Starlink: Battle for Atlas
- 2018: Gwent: The Witcher Card Game
- 2018: Déraciné
- 2018: Battlefield V
- 2019: Metro Exodus
- 2019: Days Gone
- 2020: The Last of Us Part II

## Premios
- 2010: Premio del audiolibro alemán en la categoría "Mejor audiolibro infantil" por Cómo convertirse en inmortal para Angeli Backhausen (director), Kai Hogenacker (orador) y Patrick Mölleken (orador)[1]